# Mary Renault
Mary Renault, egentligen Eileen Mary Challans, född 4 september 1905, död 13 december 1983, var en engelsk författare, av främst historiska romaner om antikens Grekland. Hon var bosatt i Sydafrika under andra halvan av sitt liv.
Renault studerade vid Oxford och arbetade sedan som sjuksköterska. Hon debuterade 1939 med romanen Purposes of Love.[källa behövs] Hennes bok The Friendly Young Ladies (1943) uppmärksammades som en lesbisk kärleksroman. Efter att sjukhusromanen Return to Night (”Åter till natten”) från 1948 vunnit ett litteraturpris emigrerade hon med sin kvinnliga partner till Sydafrika, och där skrev hon de historiska romaner som gjorde henne berömd. Hennes sista stora verk blev tre romaner om Alexander den store och hans arvtagare.

## Böcker översatta till svenska
Serien om Theseus
- Kungen måste dö, 1959 (The king must die)
- Tjuren från havet, 1963 (The bull from the sea)

Övriga
- The North Face, 1948
- Åter till natten, 1948 (Return to the night)
- De sista dropparna, 1958 (The last of the wine)
- Apollons mask, 1968 (The mask of Apollo)
- Det rytande lejonet: Perserkrigen, 1972 (The lion in the gateway)
- Alexander min härskare, 1980 (The Persian boy)